# Stenichnus pusillus

Stenichnus pusillus (лат.) — вид мирмекофильных коротконадкрылых жуков рода Stenichnus из подсемейства Scydmaeninae.

## Распространение
Европа (Австрия, Бельгия, Болгария, Великобритания, Венгрия, Германия, Греция, Испания, Италия, Латвия, Норвегия, Польша, Румыния, Словакия, Франция, Чехия, Швеция). Ближний Восток.

## Описание
Мелкие коротконадкрылые жуки. Отмечены в мирмекофильных связях с муравьями вида Formica rufa.
Вид был впервые описан в 1822 году немецкими энтомологами Густавом Кунце (Gustav Kunze; 1793—1851) и Филиппом Джакобом Мюллером (Philipp Wilbrand Jacob (Jakob) Müller (Mueller); 1771—1851).
Таксон Stenichnus pusillus включен в состав рода Stenichnus (вместе с Stenichnus bicolor, Stenichnus collaris, Stenichnus foveola, Stenichnus peezi, Stenichnus pelliceus, Stenichnus godarti, Stenichnus scutellaris, Stenichnus styriacus), который близок к родам Euconnus и Stenichnoteras, и включён в трибу Cyrtoscydmini из подсемейства Scydmaeninae.
- Подвид Stenichnus pusillus jonicus
- Подвид Stenichnus pusillus pusillus